# Перфильев, Василий Власьевич
Василий Власьевич Перфильев (25 января 1865 — 25 июня 1914) — российский государственный и общественный деятель, первый губернатор Камчатской области (22 июля 1909 — 18 июня 1912).
Сын урядника Забайкальского казачьего войска.
В 1888 году окончил Императорский Харьковский университет, получив степень кандидата. После призыва в армию направлен в Санкт-Петербург, прошел обучение в Императорской Военно-Медицинской академии с присвоением звания лекаря. С 1893 года служил в Хабаровске сначала пехотным врачом, затем врачом военного округа.
В 1897 году переведен на гражданскую службу, был делопроизводителем канцелярии приамурского генерал-губернатора, временно исполнял должность правителя канцелярии.
Одновременно с 1894 по 1902 год — директор Николаевской публичной библиотеки в Хабаровске.
В 1904—1906 годах — чиновник особых поручений при приамурском генерал-губернаторе. В 1906—1909 почётный мировой судья округа Владивостокского окружного суда.
В 1909 году по представлению генерал-губернатора П. Ф. Унтербергера был назначен исправляющим должность губернатора Камчатской области. В должности утверждён не был, пробыл в статусе исправляющего должность до июня 1912 года, вышел в отставку по состоянию здоровья в чине статского советника.
Награждён орденами Святого Станислава II и III степени, Святой Анны 2 и 3 степени, Святого Владимира 4 степени.
Умер в Подмосковье в возрасте 49 лет.
Сыновья — Борис и Виктор.